# Pelagodoxeae
Pelagodoxeae es una tribu de plantas con flores perteneciente a la subfamilia Arecoideae dentro de la familia Arecaceae. 
Tiene los siguientes géneros.

## Géneros
- Pelagodoxa Becc.
- Sommieria Becc.